# Склодовськіт
Склодовськіт — мінерал урану з хімічною формулою: Mg(UO2)2(HSiO4)2·5H2O. Це вторинний мінерал, який містить магній і має яскраво-жовтий колір, його кристал має голчасту форму, але може мати й інші форми.
Склодовськіт має твердість за шкалою Мооса приблизно 2-3. Названий на честь Марії Склодовської-Кюрі. Це магнієвий аналог набагато більш поширеного уранового мінералу купросклодовськіту, який замість магнію містить мідь.
Його відкрив Альфред Шеп (1881–1966) у 1924 році.